# 蘇毓銓
蘇毓銓（?—?），直隸省保定府清苑縣人，清朝政治人物、同進士出身。
光緒三年（1877年），参加丁丑科殿試，登進士三甲第69名。同年七月，以知县用。